# أوريليو دياز
أوريليو دياز (بالإسبانية: Aurelio Díaz)‏ هو سياسي أرجنتيني، ولد في 1950 في Villa Berthet ‏ في الأرجنتين. نشط حزبياً في Workers' Party (Argentina) ‏.